# Frank Wilczek
Frank Anthony Wilczek (sinh ngày 15 tháng 5 năm 1951) là một nhà vật lý lý thuyết, nhà toán học người Mỹ và là một người đoạt giải Nobel. Ông hiện là Giáo sư Vật lý của Herman Feshbach tại Học viện Công nghệ Masachusetts (MIT), Giáo sư tại Đại học Stockholm, cũng là Giáo sư xuất sắc tại Đại học Bang Arizona, Tempe, Arizona. Wilczek, cùng với David Gross và H. David Politzer, đã được trao giải Nobel Vật lý vào năm 2004 vì đã khám phá ra sự tự do tiệm cận trong lý thuyết về sự tương tác mạnh mẽ này. Ông là thành viên của Ban cố vấn khoa học cho Viện Cuộc sống Tương lai.

## Tiểu sử
Sinh ra ở Mineola, New York, có gốc Ba Lan và Ý, Wilczek đã học tại các trường công Queens, Trường Trung học Martin Van Buren. Chính trong khoảng thời gian này cha mẹ của Wilczek nhận ra rằng ông là người đặc biệt do một phần là kết quả của Frank Wilczek được thực hiện một bài kiểm tra IQ. Ông được nuôi dạy theo đạo Thiên Chúa giáo. Ông nhận bằng Cử nhân Khoa học về Toán học tại Đại học Chicago năm 1970, Thạc sĩ về Toán học tại Đại học Princeton năm 1972, và Tiến sĩ Về vật lý tại Đại học Princeton vào năm 1974. Wilczek giữ chức danh giáo sư Herman Feshbach Vật lý tại Trung tâm Vật lý lý thuyết MIT. Ông làm việc tại Viện Nghiên cứu Nâng cao ở Princeton và Viện Vật lý Lý thuyết thuộc Đại học California, Santa Barbara và cũng là giáo sư thỉnh giảng tại Nordita.

## Xuất bản

### Cho người đọc làm giáo vụ
- 2015 A Beautiful Question: Finding Nature’s Deep Design,(448pp), Allen Lane, ISBN 9781846147012
- 2014 (with Stephen Hawking, Max Tegmark và Stuart Russell). "Transcending Complacency on Superintelligent Machines". Huffington Post.
- 2008. The Lightness of Being: Mass, Ether, and the Unification of Forces. Basic Books. ISBN 978-0-465-00321-1.
- 2007. La musica del vuoto. Roma: Di Renzo Editore.
- 2006. Fantastic Realities: 49 Mind Journeys And a Trip to Stockholm. World Scientific. ISBN 978-981-256-655-3.
- 2002, "On the world's numerical recipe (an ode to physics)," Daedalus 131(1): 142-47.
- 1989 (with Betsy Devine). Longing for the Harmonies: Themes and Variations from Modern Physics. W W Norton. ISBN 978-0-393-30596-8.

### Kỹ thuật
- 1988. Geometric Phases in Physics.
- 1990. Fractional Statistics and Anyon Superconductivity.

- Wilczek, F.; Gross, D. J. (1973). "Asymptotically Free Gauge Theories. I". Physical Review D. Quyển 8 số 10. tr. 3633. Bibcode:1973PhRvD...8.3633G. doi:10.1103/PhysRevD.8.3633. OSTI 4312175.
- Wilczek, F.; Gross, D. J. (1973). "Ultraviolet Behavior of non-Abelian Gauge Theories". Physical Review Letters. Quyển 30 số 26. tr. 1343. Bibcode:1973PhRvL..30.1343G. doi:10.1103/PhysRevLett.30.1343.
- Wilczek, F.; Zee, A.; Treiman, S. B. (1974). "Scaling Deviations for Neutrino Reactions in Aysmptotically Free Field Theories". Joseph Henry Laboratories. doi:10.2172/4256152. OSTI 4256152. {{Chú thích tạp chí}}: Chú thích magazine cần |magazine= (trợ giúp)
- Wilczek, F.; Zee, A.; Kingsley, R. L.; Treiman, S. B. (1975). "Weak Interaction Models with New Quarks and Right-handed Currents". Physical Review D. Quyển 12 số 9. tr. 2768–2780. Bibcode:1975PhRvD..12.2768W. doi:10.1103/PhysRevD.12.2768. OSTI 4082874.
- Wilczek, F. (1978). "Problem of Strong P and T Invariance in the Presence of Instantons". Physical Review Letters. Quyển 40 số 5. tr. 279–282. Bibcode:1978PhRvL..40..279W. doi:10.1103/PhysRevLett.40.279.
- Wilczek, F. (1982). "Quantum Mechanics of Fractional Spin Particles". Physical Review Letters. Quyển 49 số 14. tr. 957. Bibcode:1982PhRvL..49..957W. doi:10.1103/PhysRevLett.49.957.
- Wilczek, F.; Turner, M. S. (1990). "Inflationary Axion Cosmology". Physical Review Letters. Quyển 66 số 1. tr. 5–8. Bibcode:1991PhRvL..66....5T. doi:10.1103/PhysRevLett.66.5. OSTI 6099352.
- Wilczek, F.; Alford, M. G.; Rajagopal, K. (1998). "QCD at finite baryon density: Nucleon droplets and color superconductivity". Physics Letters B. Quyển 422 số 422. tr. 247–256. arXiv:hep-ph/9711395. Bibcode:1998PhLB..422..247A. doi:10.1016/S0370-2693(98)00051-3.
- Wilczek, F. (1998). "Riemann-Einstein structure from volume and gauge symmetry". Physical Review Letters. Quyển 80 số 22. tr. 4851–4854. arXiv:hep-th/9801184. Bibcode:1998PhRvL..80.4851W. doi:10.1103/PhysRevLett.80.4851.
- Wilczek, F.; Fradkin, E. H.; Nayak, C.; Tsvelik, A. (1998). "A Chern-Simons effective field theory for the Pfaffian quantum Hall state". Nuclear Physics B. Quyển 516 số 3. tr. 704–718. arXiv:cond-mat/9711087. Bibcode:1998NuPhB.516..704F. doi:10.1016/S0550-3213(98)00111-4.
- Wilczek, F.; Alford, M. G.; Rajagopal, K. (1999). "Color-flavor locking and chiral symmetry breaking in high density QCD". Nuclear Physics B. Quyển 537. tr. 443–458. arXiv:hep-ph/9804403. Bibcode:1999NuPhB.537..443A. doi:10.1016/S0550-3213(98)00668-3.
- Wilczek, F. (1999). "Quantum field theory". Reviews of Modern Physics. Quyển 71 số 71. tr. S85 – S95. arXiv:hep-th/9803075. Bibcode:1999RvMPS..71...85W. doi:10.1103/RevModPhys.71.S85.
- Wilczek, F.; Schafer, T. (1999). "Continuity of quark and hadron matter". Physical Review Letters. Quyển 82 số 82. tr. 3956–3959. arXiv:hep-ph/9811473. Bibcode:1999PhRvL..82.3956S. doi:10.1103/PhysRevLett.82.3956.
- Wilczek, F.; Babu, K.S.; Pati, J.C. (2000). "Fermion masses, neutrino oscillations, and proton decay in the light of SuperKamiokande". Nuclear Physics B. Quyển 566. tr. 33–91. arXiv:hep-ph/9812538. Bibcode:1998hep.ph...12538B. doi:10.1016/S0550-3213(99)00589-1.